# Angri (stacja kolejowa)
Angri (wł: Stazione di Angri) – stacja kolejowa w Angri, w regionie Kampania, we Włoszech. Znajdują się tu 2 perony. Położona jest na linii Neapol-Salerno. Jest zarządzana przez Rete Ferroviaria Italiana.